# Гимнотоподобни
Гимнотоподобните (Gymnotiformes) са разред животни от клас Актиноптери (Actinopteri).
Таксонът е описан за пръв път от Лев Берг през 1940 година.

## Семейства
Подразред Gymnotoidei
- Gymnotidae – Гимнотови

Подразред Sternopygoidei
- Надсемейство Rhamphichthyoidea
  - Hypopomidae
  - Rhamphichthyidae
- Надсемейство Apteronotoidea
  - Apteronotidae – Аптеронотиди
  - Sternopygidae